# Lijst van dialecten van de wereld - J
Deze lijst van dialecten is zeker niet compleet en de aanduiding 'dialect' zal voor diverse van de genoemde variëteiten zeker omstreden zijn. De lijst bevat in principe alleen variëteiten die nauwelijks standaardisatie hebben ondergaan. Ze zijn geordend onder een kop die ofwel redelijk adequaat de genoemde subvariëteiten omvat, ofwel de naam is van de standaardtaal die door de dialectsprekers als lingua franca wordt gehanteerd.
Zie voor achtergronden over de schakeringen van de taal-dialectrelatie de lemma's variëteit (taalkunde), taal, dialect, streektaal, standaardtaal, dialectcontinuüm, taalfamilie.

## Jagoi
Assem - Dongay - Empawa - Grogo - Gumbang - Krokong - Serambau - Singge - Stenggang Jagoi - Suti - Taup - Tengoh

## Jah Hut
Kerdau - Ketiar Krau - Krau - Kuala Tembeling - Pulau Guai - Ulu Ceres - Ulu Tembeling

## Jamamadí
Bom Futuro - Cuchunua - Jurua - Mamoria - Pauini - Tukurina

## Japans
Oostelijk Japans - Westelijk Japans

## Jaqaru
Cauqui

## Jarai
Aráp - Chuty - Golar - Jhue - Habau - Hodrung - Pleikly - Puaans - Sesaans - To-Buaans

## Jarnango
Garmalangga - Gurjindi

## Jaru
Djaru - Nyininy

## Javaans
Bantam - Indramayu - Malang-Pasuruaans - Manuk - Pasisir - Solo - Soerabajaans - Tegal - Tembung

## Jeh
Jeh Bri La - Jeh Mang Ram

## Jehai
Batek Teh - Jehai

## Jibbali
Centraal Jibbali - Oostelijk Jibbali - Westelijk Jibbali

## Jimi (Kameroen)
Djimi - Jimo - Malabu - Wadi - Zumo

## Jimi (Nigeria)
Zumo

## Jina
Jina - Mae - Muxule - Sarassara - Tchide

## Jonkor Bourmataguil
Dougne - Musunye
A · B · C · D · E · F · G · H · I · J · K · L · M · N · O · P · Q · R · S · T · U · V · W · Y · Z